# Andreas Butz (Informatiker)
Andreas Butz (* 1967) ist ein deutscher Informatiker und Inhaber des Lehrstuhls für Mensch-Maschine-Interaktion an der Ludwig-Maximilians-Universität München.

## Leben
Butz studierte Informatik an der Universität des Saarlandes und wurde 1997 promoviert. Nach einem Gastaufenthalt an der Columbia University, New York City, arbeitete er in einem Sonderforschungsbereich an der Universität des Saarlandes.
Butz ist Mitbegründer und Mitorganisator des von 2000 bis 2015 jährlich stattfindenden „Smart Graphics Symposiums“. Im Jahr 2000 war er Mitgründer der Eyeled GmbH und war bis Ende 2002 deren Geschäftsführer. Im Jahr 2003 wechselte er zurück in die Forschung und erhielt 2004 den Ruf auf eine Professur für Computergrafik und Visualisierung an der Ludwig-Maximilians-Universität München. Seit 2010 hat er dort einen eigenen Lehrstuhl inne. 2012 begründete er an der Ludwig-Maximilians-Universität München den Master-Studiengang Mensch-Computer-Interaktion.
Seit 2014 ist Butz Mitglied im Wissenschaftlichen Beirat des Deutschen Forschungszentrums für Künstliche Intelligenz und seit 2018 dessen Vorsitzender. Ebenfalls seit 2014 hat er eine Gastprofessur an der Southwest Minzu University in Chengdu, China. Von 2017 bis 2019 war er Scientific Director des Center for Digital Technology and Management.

## Auszeichnungen
- Er ist Preisträger im Bundeswettbewerb Informatik und engagiert sich bis heute für die Teilnehmer dieses Wettbewerbs.[13]
- 2007 erhielt Butz den Alcatel-Lucent Forschungspreis Technische Kommunikation.[14]

## Publikationen (Auszug)
- mit Antonio Krüger Mensch-Maschine-Interaktion. De Gruyter Studium 2017, ISBN 978-3-11-047636-1.
- mit Rainer Malaka und Heinrich Hußmann Medieninformatik – Eine Einführung. Pearson Studium 2009, ISBN 978-3-8273-7353-3.
- mit Hanna Schneider, Malin Eiband und Daniel Ullrich: Empowerment in HCI-A survey and framework. In: Proceedings of the 2018 CHI Conference on Human Factors in Computing Systems. April 2018, S. 1–14.
- mit Sebastian Boring, Dominikus Baur, Sean Gustafson und Patrick Baudisch: Touch projector: mobile interaction through video. In Proceedings of the SIGCHI Conference on Human Factors in Computing Systems. April 2010, S. 2287–2296.
- mit Jörg Baus, Antonio Krüger und Marco Lohse: A hybrid indoor navigation system. In: Proceedings of the 6th international conference on Intelligent user interfaces. Januar 2001, S. 25–32.
- mit Tobias Hoellerer, Steven Feiner, Blair MacIntyre und Clifford Beshers: Enveloping users and computers in a collaborative 3D augmented reality. In: Proceedings 2nd IEEE and ACM International Workshop on Augmented Reality. (IWAR'99) Oktober 1999, S. 35–44.